# 1905–1906-os magyarországi belpolitikai válság
Az 1905–1906-os magyarországi belpolitikai válság az 1905-ös választások után bontakozott ki, ahol, az akkor éppen 30 éve, 1875 óta folyamatosan kormányzó és addig minden választást megnyerő Szabadelvű Párt története során először kisebbségbe került a parlamentben. Az előző évben egységes választási koalícióba (szövetkezett ellenzék) tömörült parlamenti ellenzék, melynek többségét a 48-asok adták, alapjaiban kérdőjelezte meg a dualizmus rendszerét. I. Ferenc József a parlamenti többséget figyelmen kívül hagyva, 1905. június 18-án báró Fejérváry Géza táborszernagyot, a magyar királyi darabont testőrség kapitányát nevezte ki miniszterelnökké. Az ideiglenes jelleggel kinevezett Fejérváry-kormányt fennállása alatt nem támogatta egyetlen párt sem, így az ellenzék által szervezett „nemzeti ellenállás” gyakorlatilag teljesen cselekvésképtelenné tette. A válságot a koalíció és az uralkodó között kötött kompromisszum révén Wekerle Sándor (és a koalíciós kormány) 1906. április 8-i kinevezése, illetve az azt megerősítő, ismételten a koalíció győzelmét hozó 1906-os választások oldották fel.

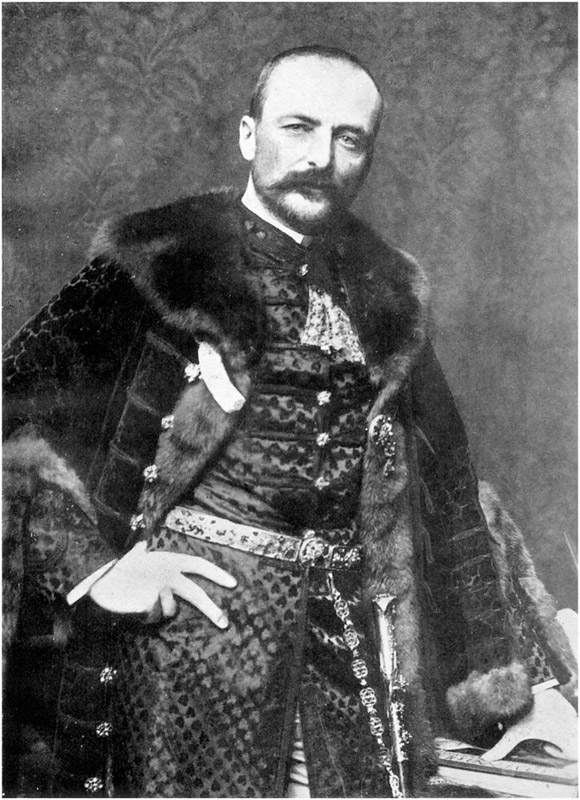
Tisza István miniszterelnök, az ellenzéki obstrukció erőszakos letörője

## Előzményei
A századforduló körül Bécsben kaotikus politikai állapotok uralkodtak, a Monarchia osztrák része gyakorlatilag lebénult az ottani ellenzék és a kormány politikai csatározásaiban. Emiatt a kiegyezés óta tízévente kötelezően megújítandó gazdasági kiegyezés esedékes, 1897-es tárgyalásai is eredménytelennek bizonyultak, mivel a bécsi ellenzék ellehetetlenítette az osztrák tárgyaló feleket.
Ennek áthidalására 1898-ban a magyar kormány megalkotta az ún. ischli klauzulát, ami a magyar részről egyoldalú, ideiglenes meghosszabbítását mondta ki a szerződésnek. Erre azért volt szükség, mert a szerződés nélkül Magyarország gazdaságilag jelentősen lebénult volna. Az osztrák kormány ugyanezen okból szintén hasonlóképp volt kénytelen cselekedni. Az újratárgyalás ilyetén „feladása” (elmaradása) miatt a magyar ellenzék országos demonstrációkat szervezett és a parlamentben is obstrukcióval lassította a törvényhozást, amibe végül a Bánffy-kormány 1899-ben belebukott. Az őt követő Széll-kormánynak is csak 1902. december 31-én sikerült végül nyélbe ütnie a paktumot. Mivel Széll Kálmán a tárgyalások során végig erélytelenül lépett fel (valamiféle osztrák kompenzációban bízva, ami végül elmaradt), az aláírást követően 1903 elején az országgyűlési ellenzék újra obstrukcióba fogott. Ennek eredményeként a parlament nem tudta elfogadni a soros költségvetési törvényt az előírt határidőn belül, ami automatikusan a Széll kabinet bukását jelentette. Mivel ez a következő, (első) Khuen-Héderváry-kormánynak sem sikerült (alig négy hónap után belebukott), megnyílt az út Tisza István előtt, aki 1903. november 3-án alakíthatta meg első kormányát.
Tisza erőszakos rendteremtésbe kezdett. Stílusa, agresszivitása és gyakorta házszabály-sértő intézkedései 1904-re addig soha nem látott mértékben polarizálták a közvéleményt. A miniszterelnök az ellenzéki tüntetéseket is gyakran szétverette; 1904 április végén került sor a legsúlyosabb ilyen incidensre, ekkor Tisza szűkebb hazájában, Bihar vármegyében veretett szét egy, a helyi parasztoknak a szocialisták által szervezett nagygyűlését, ami 33 halálos áldozatot követelt. 1904 őszén nyílt levelet intézett ugrai választóihoz, amelyben a házszabályok módosításának szükségességét hangoztatta az ellenzéki obstrukció letöréséhez. Tartalma az ellenzék körein kívül is komoly felháborodást szült.
Daniel Gábor a Szabadelvű Párt nevében (annak alelnökeként) a levél alapján határozati javaslatot terjesztett elő november 15-én, amely az ideiglenes házszabályokat foglalta magában, s ami jelentősen szűkítette volna az ellenzéki képviselők mozgásterét a törvényhozásban. Ez alapján többek között az egyes törvények elfogadását már nem lehetett időhúzó felszólalásokkal lassítani, illetve az obstruáló képviselőket indokolt esetben akár karhatalmi erővel is ki lehetett vezettetni a teremből. Ennek a javaslatnak és a Tisza által összerakott és benyújtott évenkénti kötelező újoncmegajánlás és a költségvetés záros határidejű elfogadásának megtárgyalására Tisza párhuzamos ülés megtartását indítványozta (vagyis hogy egyszerre tárgyalják ezt a három javaslatot). 
1904. november 18-án került sor erre az ülésre, amelyen Tisza rövid kortesbeszéde után Perczel Dezső házelnök – a házszabály megsértésével – csendben azonnali szavazást rendelt el Daniel javaslatáról, majd meglengetett egy zsebkendőt. A jelenetet nem értve a képviselők többsége kíváncsiságból felállt a helyéről (ekkoriban a felállás jelentette az igen, az ülve maradás a nem szavazatot), mire Perczel a Daniel-féle határozati javaslatot elfogadottnak jelentette ki, és a kialakult tumultuózus jelenetek közepette királyi kéziratot olvastatott fel, amely az ülésszakot berekesztette és december 13-ig elnapolta.
A december 13-án megtartott következő ülésnapon az ülésteremben verekedés tört ki, az ellenzéki képviselők szétverték a képviselőház bútorzatát. Az eset végérvényesen elmélyítette a miniszterelnök és politikai ellenfelei közti szakadékot, és saját pártjának számos tagját – köztük például Bánffy Dezsőt, Széll Kálmánt vagy ifj. Andrássy Gyulát is – a párt elhagyására, valamint a parlamenti ellenzéket teljes egészében egyetlen, egységes választási koalícióba, a „szövetkezett ellenzékbe” késztette. Utóbbihoz Andrássyék is csatlakoztak, akik előbb „disszidensek” néven léptek fel (a választásokon is ezen elnevezés alatt indultak), majd 1906-ban Országos Alkotmánypárt néven politikai párttá alakultak.

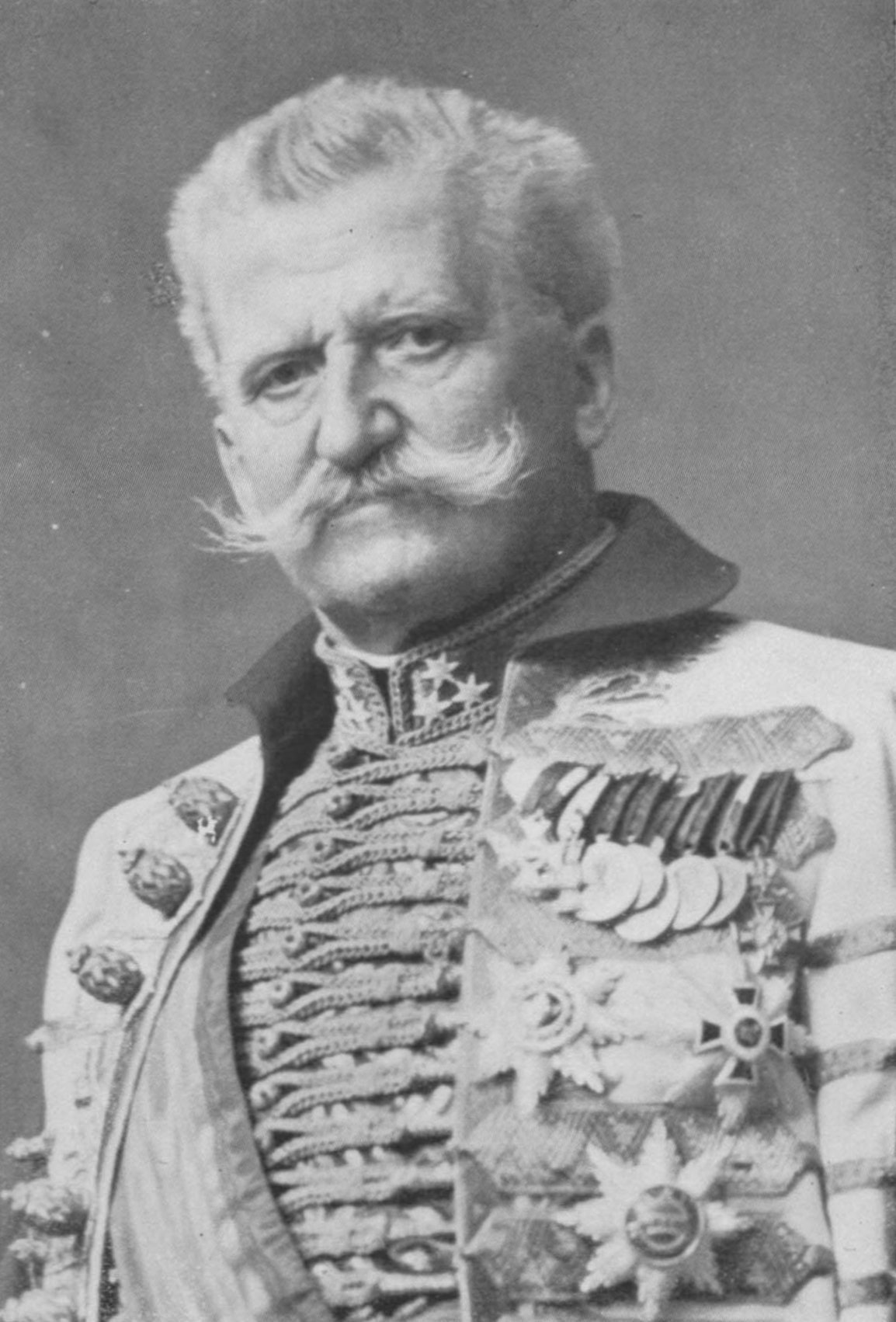
Fejérváry Géza, a király által kinevezett miniszterelnök

## Az 1905-ös választások és a darabontkormány
A parlamentben ellehetetlenült állapotok és a közvélemény példátlan polarizálódása miatt 1905. január 3-án a király feloszlatta az országgyűlést, és új választásokat írt ki. Ezen az addig harminc éven át abszolút parlamenti többséggel kormányzó, a magyar politikát uraló Szabadelvű Párt vereséget szenvedett a Kossuth Ferenc és gróf Apponyi Albert által vezetett szövetkezett ellenzékkel szemben. A koalíció, melynek többségét a Függetlenségi és Negyvennyolcas Párt (Függetlenségi Párt) adta, alapjaiban kérdőjelezte meg a kiegyezést illetve a dualizmus intézményét és az 1848-as (innen a nevük) célokat és vívmányokat kívánta elérni, illetve kiharcolni, így egyebek mellett önálló magyar hadsereget, valamint saját külügyminisztériumot kívánt felállítani. Ez gyakorlatilag a Magyar Királyság kiválását jelentette volna az Osztrák–Magyar Monarchiából, Ausztria és Magyarország között csupán a perszonáluniót megtartva. 
Az Osztrák-Magyar Monarchia történetében megrendezett választáson magyar kormánypárt először szenvedett vereséget. Az ellenzék fel volt készülve a győzelemre, de ilyen nagy mértékűre csak a legfanatikusabbak számítottak. 1905. január 28-án a Függetlenségi Párt helyiségében Kossuth Ferenc és gróf Apponyi Albert köré összegyűlt képviselők egyetértettek abban, hogy Tisza István bukott ember, de koalíciós kormány megalakítására nincs esély. Kizártnak tartották, hogy az uralkodó negyvennyolcas alapon álló politikust bízzon meg kormányalakítással, amikor még az önálló vámterület gondolatával sem képes megbarátkozni. Ezt a nézetet erősítette, hogy a negyvennyolcas alapon álló képviselők - annak ellenére, hogy ők alkották a parlament legerősebb pártját - még mindig kisebbségben voltak a hatvanhetesekkel szemben. A választások eredménye egyértelművé tette, hogy miniszterelnök csak olyan ember lehet, akit az ellenzéki koalíció is hajlandó elfogadni. Ezen meggondolások alapján került az első-számú jelöltek közé gróf Andrássy Gyula és Széll Kálmán személye.
I. Ferenc József a Monarchia szétesésétől való félelmében a parlamenti többséget figyelmen kívül hagyva, 1905. június 18-án a hozzá és a dualizmus rendszeréhez hű, báró Fejérváry Géza táborszernagyot, a magyar királyi darabont testőrség kapitányát nevezte ki miniszterelnökké átmeneti jelleggel, míg a Koalícióval nem sikerül valamiféle egyezségre jutni.
A többségében parlamenten kívüli tagokból álló Fejérváry-kormány kinevezését általános közfelháborodás fogadta, annak ellenére, hogy az hangsúlyozottan átmeneti jelleggel alakult. Fennállása alatt nem támogatta egyetlen párt sem, így az ellenzék által szervezett „nemzeti ellenállás” gyakorlatilag teljesen cselekvésképtelenné tette. A Szabadelvű Párt szembefordulása azért volt különösen érdekes, mert a 67-es értékek és eredmények (azaz a kiegyezés) egyedüli képviselőjeként gyakorlatilag az egyértelműen azok megvédésére tett kísérlet ellen fordult. Tisza István ezen döntése a párt azonnali halálát eredményezte, ami az 1906-os választások előtt két és fél héttel, 1906. április 11-én jogutód nélkül feloszlott. A kormány egyetlen kísérlete az ellene irányuló tenziók csitítására az általános és titkos választási rendszer bevezetésének ígérete volt (az ún. „vörös péntek” hatására, ahol szeptember 15-én - pénteken - a szociáldemokraták százezres tömegtüntetést szerveztek az általános és titkos választójog bevezetéséért), azonban ezzel sem tudtak elérni semmit, a kezdeményezés elbukott. 

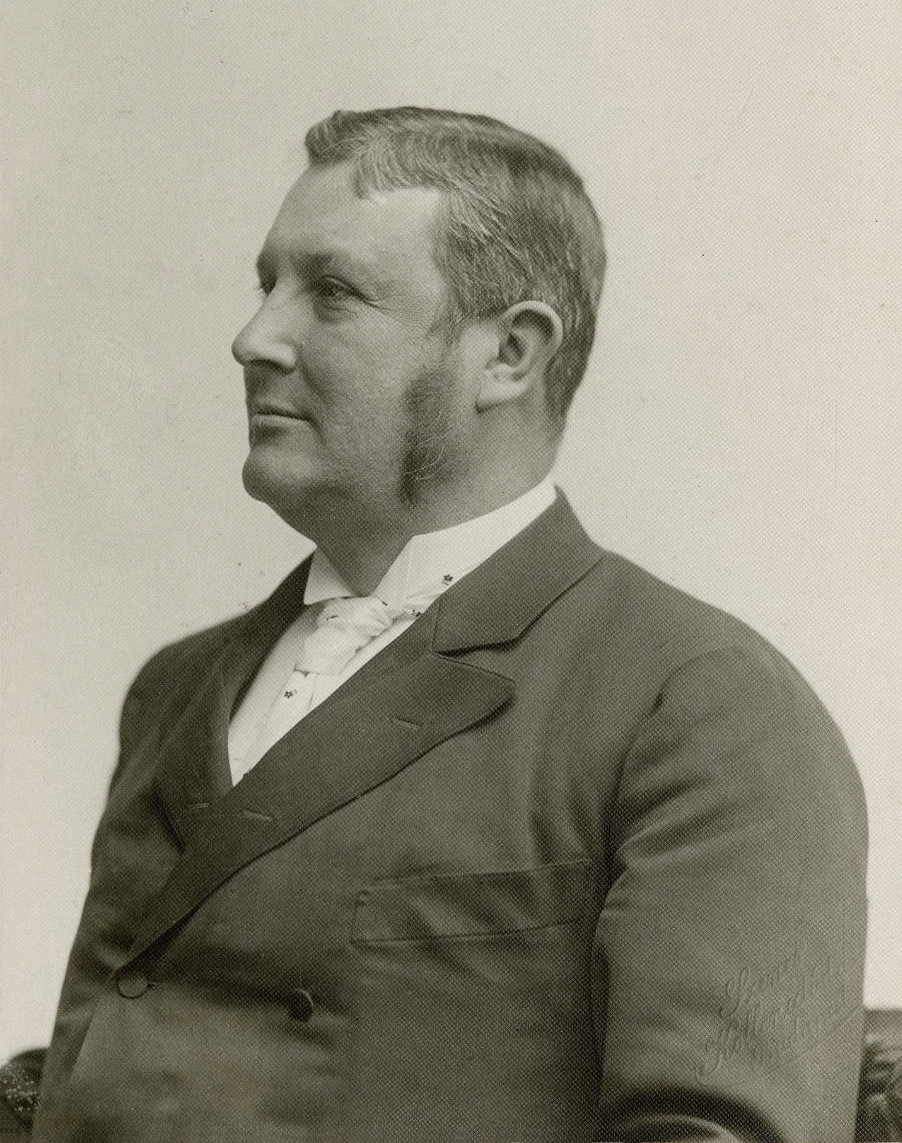
Wekerle Sándor a kompromisszum alapján kinevezett új miniszterelnök

A politikai harcok folyamán távozott állásából Márkus József budapesti főpolgármester, majd később Halmos János főpolgármester is. A belügyminiszter
Rudnay Béla volt főkapitányt Budapest teljhatalmú királyi biztosává neveztette ki és noha a királyi biztos minden ténykedése heves és csaknem egyértelmű ellenkezéssel találkozott a városházán, az önként befizetett adókat Rózsavölgyi Gyula alpolgármester — az interregnum alatt a főváros
adminisztrációjának vezetője — a körülmények kényszerítő hatása alatt mégis beszolgáltatta az állampénztárba.

## A válság vége
A válság feloldását és a Koalíció hatalomra jutását végül az udvarral kötött titkos paktum (melyben a győztes ellenzék gyakorlatilag kénytelen volt feladni régi programját), illetve a király iránti lojalitását korábban már bizonyított Wekerle Sándor kinevezése tette lehetővé. Az új kormányt az 1906-os választások megerősítették pozíciójában. Habár ezen a „48-as” értékrendű Függetlenségi és Negyvennyolcas Párt majdnem háromszor annyi mandátumot (egyben abszolút parlamenti többséget) szerzett, mint az Alkotmánypárt, az udvarral kötött egyezség értelmében a régi „67-esekből” (pontosabban szinte kizárólag egykori szabadelvű pártiakból) álló Országos Alkotmánypárt adta a szövetkezett ellenzék kormányának gerincét és egyben többségét is, Wekerle maga is ebbe a pártba lépett be kinevezése napján.
A második Wekerle-kormányt a koalíció belső ellentétei, valamint sorozatos hibái szinte a kezdetektől fogva annyira meggyengítették, hogy sem az önálló Magyar Nemzeti Bank felállítását, sem más, a paktumban nem szereplő, tehát az udvar által nem „tiltott” célkitűzéseit sem sikerült elérnie.